# Vincenzo Marra
Vincenzo Marra (Napoli, 18 settembre 1972) è un regista e sceneggiatore italiano.

## Biografia
Nel 1996 lascia l'attività di fotografo sportivo per cimentarsi nel mondo del cinema.
Alla fine degli anni novanta ha scritto e diretto due corti, Una rosa, prego e La vestizione. 
Il suo primo lungometraggio, Tornando a casa, prodotto nel 2001 da Amedeo Pagani e Gianluca Arcopinto, distribuito dalla Sacher Film, ha vinto 18 premi internazionali, tra cui i premi come miglior film della Settimana internazionale della critica a Venezia e come Miglior film al Festival di Buenos Aires (Bafici). Inoltre Marra viene candidato al David di Donatello per il miglior regista esordiente.
Successivamente firma due documentari: E.A.M. - Estranei alla massa, che si aggiudica il premio Pier Paolo Pasolini nel 2001 e partecipa in concorso a Locarno Festival l’anno successivo, e Paesaggio a sud, presente nella sezione Nuovi territori nella 60ª Mostra internazionale d'arte cinematografica di Venezia.
Nel 2004 scrive e dirige il suo secondo lungometraggio, Vento di terra, prodotto da Tilde Corsi e Gianni Romoli e distribuito dalla Mikado. Il film riceve numerosi premi, tra cui il premio Fipresci alla 61ª Mostra internazionale d'arte cinematografica di Venezia, Miglior film al Festival di Gjion, Film rivelazione dell’anno della Semaine de la Critique a Cannes, e la Grolla d'oro per il film più visto in festival internazionali. 
Nel 2005 è nuovamente presente a Locarno nella competizione video con un documentario dal titolo 58%.
Nel 2006 dirige il documentario L'udienza è aperta, un'indagine sulla giustizia italiana dei nostri tempi, sulle sue istituzioni e i suoi protagonisti. Partendo dal Tribunale di Napoli illumina la condizione della giustizia in Italia. L’udienza è aperta ha partecipato alle Giornate degli autori a Venezia ed è candidato al David di Donatello per il miglior documentario. 
Nel 2007 è in concorso a Venezia con L’ora di punta, che racconta la storia di un giovane agente della Guardia di Finanza la cui ambizione lo porta a cedere alle lusinghe economiche della corruzione. Il film vince la Palmera de Bronzo al Festival di Valencia. 
Nel 2008 è in concorso al Festival di Torino nella selezione italiana Doc con Il grande progetto, documentario sulla riqualificazione urbana dell’ex sito industriale di Bagnoli e si aggiudica il Premio Avanti. 
Il gemello è stato presentato in concorso alle Giornate degli autori della 69ª Mostra internazionale d'arte cinematografica di Venezia, è stato distribuito al cinema dalla Pablo di Gianluca Arcopinto e si aggiudica la Menzione speciale della giuria ai Nastri d'argento 2013.
Nel 2013 realizza il film documentario L'amministratore che ha aperto la sezione Maxi della Festa del Cinema di Roma. 
La Festa del Cinema di Roma nell'edizione del 2013 ha realizzato una retrospettiva sui film di documentario di Vincenzo Marra dedicati a Napoli. 
L'anno dopo realizza un episodio del film I ponti di Sarajevo presentati a Cannes nella selezione ufficiale come evento speciale. 
Nel 2015 realizza il film di finzione La prima luce, che viene distribuito in sala dalla BiM e viene presentato in concorso alle Giornate degli autori di Venezia. Il film si aggiudica il premio Pasinetti. 
Il film successivo, intitolato L'equilibrio, viene distribuito nelle sale nel 2017 dalla Warner Bros. ed è presentato in concorso alle Giornate degli autori di Venezia.

## Filmografia
- Una rosa, prego - cortometraggio (1998)
- La vestizione - cortometraggio (1998)
- Tornando a casa (2001)
- E.A.M - Estranei alla massa - documentario (2002)
- Paesaggio a sud (2003)
- Vento di terra (2004)
- 58% - documentario (2005)
- L'udienza è aperta (2006)
- L'ora di punta (2007)
- Il grande progetto - documentario (2008)
- Il gemello (2012)
- L'amministratore - documentario (2013)
- I ponti di Sarajevo (2014)
- La prima luce (2015)
- L'equilibrio (2017)
- La volta buona (2019)
- Sei donne - Il mistero di Leila (2023)

## Premi e riconoscimenti
- 2021 - Nastro d'argento[2]

Candidatura a migliore soggetto - La volta buona